# 100 Gigabit Ethernet
40 Gigabit Ethernet або 40GbE, а також 100 Gigabit Ethernet, або 100GbE — стандарти Ethernet, що розроблялися IEEE P802.3ba Ethernet Task Force з початку листопада 2007 року та були остаточно прийняті в червні 2010. Ці стандарти підтримують передачу Ethernet пакетів на швидкості 40 та 100 Гбіт/с крізь декілька окремих 10 Гбіт/с або 25 Гбіт/с ліній. До цього моменту найбільш швидкісним стандартом був 10 Gigabit Ethernet.
Робота над проектом була започаткована IEEE 802.3 Higher Speed Study Group. 5 грудня 2007 р. P802.3ba Ethernet Task Force розпочала роботу над проєктом з такої пропозиції:

Пропонуємо розширення протокола 802.3
до робочих швидкостей 40 Гбіт/с та 100 Гбіт/с
для того щоб досягти значного збільшення пропускної здатності
та максимально зберегти сумісність з існуючим обладнанням, що використовує стандарт 802.3, попередні
інвестиції в дослідження та розробку, а також
принципи роботи та керування мережами.
Проект має за мету забезпечити зв'язок між обладнанням, враховуючи існуючі вимоги до дальності.

Зверніть увагу, що стандарт IEEE 802.3ba, про який йдеться, не є сумісним з багатьма 40G та 100G транспортними рішеннями. Вони мають відмінний оптичний діапазон та спосіб модуляції. 40 Гбіт/с Ethernet не є сумісним з існуючим 40 Гбіт/с транспортним рішенням, що використовує сигнали 10 Gigabit в одному оптичному носії та застосовує використанням спектральне ущільнення каналів (dense wavelength-division multiplexing — CWDM). На оптичному рівні 100 Гбіт/с and 40 Гбіт/с Ethernet використовують або з чотири 25 Гбіт/с або 10 Гбіт/с WDM канала в 1310 нм діапазоні, або паралельні оптичні волокна на чотири або десять оптичних волокон на кожен напрямок у стрічковому кабелі.

## Фізичні стандарти
40/100 Gigabit Ethernet містить в собі багато різних стандартів фізичного рівня (PHY). Мережеві пристрої можуть підтримувати багато різних типів PHY за допомогою замінюваних модулів PHY. Оптичні модулі на стандартизовані у 802.3, але мають дотримуватись певних специфікацій (MSAs). Одним зі стандартизованих модулей 40 та 100 Gigabit Ethernet є CFP MSA, що призначений для відстаней від 100 метрів. QSFP та CXP модулі працюють на коротші відстані.
Відповідно до стандарту підтримується тільки двонаправлений (full-duplex) режим роботи. Інші вимоги:
- Збереження формату кадрів Ethernet відповідно до 802.3 та використання 802.3 MAC-адрес
- Збереження мінімального та максимального розміру кадру (FrameSize) згідно з існуючим стандартом 802.3
- Допустимий рівень bit error ratio (BER) не має перевищувати {\displaystyle 10^{-12}} на інтерфейсі MAC/PLS
- Підтримка Оптичного транспорту (OTN)
- Підтримка MAC на швидкості 40 та 100 Гбіт/с
- Забезпечити на фізичному рівні (PHY) роботу з одномодовим оптичним волокном[en] (SMF), OM3 багатомодовим оптичним волокном (MMF), мідним з'єднувальним або backplane кабелем.

Стандартизовані наступні PHY:
| PHY                                 | 40 Gigabit Ethernet | 100 Gigabit Ethernet |
| ----------------------------------- | ------------------- | -------------------- |
| до 1 м, стек                        | 40GBASE-KR4         |                      |
| до 10 м мідний з_эднувальний кабель | 40GBASE-CR4         | 100GBASE-CR10        |
| до 100 м, OM3 MMF                   | 40GBASE-SR4         | 100GBASE-SR10        |
| до 125 ,r OM4 MMF                   | 40GBASE-SR4         | 100GBASE-SR10        |
| до 10 км, SMF                       | 40GBASE-LR4         | 100GBASE-LR4         |
| до 40 км, SMF                       |                     | 100GBASE-ER4         |

Обмеження 100 м OM3 стосується стандартів з використанням паралельного стрічкового оптичного кабелю та довжини хвилі 850 нм, що базуються на 10GBASE-SR 40GBASE-SR4 та 100GBASE-SR10). 4 лінії 10GBASE-KR довжиною до 10 м лінії використовуються в 40GBASE-KR4. При використанні мідного кабелю довжина обмежена до 10 м, а в самому кабелі містяться 4 або 10 диференціальні лінії SFF-8642 з SFF-8436 з'єднувачами. Стандарти 10 та 40 км 100G використовують 4 довжини хвилі (в районі 1310 нм) з ємністю 25G кожна (100GBASE-LR4 та 100GBASE-ER4), 10 км 40G використовують 4 довжини хвилі (в районі 1310 нм) з ємністю 10G кожна (40GBASE-LR4).

## Хронологія
- Історія проекту:
  - З'ясування інтересів на зустрічі IEEE 802.3 в Сан-Дієго 18 липня 2006 р.
  - Перше засідання дослідницької групи HSSG — вересень 2006 р.
  - Останнє засідання групи — листопад 2007 р.
  - Група Task Force затверджена P802.3ba IEEE LMSC — 5 грудня 2007 р.
  - Перша зустріч P802.3ba task force — січень 2008 р.
  - Обрання робочої групи IEEE 802.3 — березень 2009 р.
  - Обрання спонсорів IEEE LMSC — листопад 2009 р.
  - Перша зустріч з приводу 40 Gbit/s Ethernet з використанням одномодового волокна — січень 2010 р.[10]
  - P802.3bg task force затвердила 40 Gbit/s serial SMF PMD— 25 березня 2010 р.
  - Затвердження стандарту IEEE 802.3ba — 17 червня 2010 р.[11]

- Дати проміжних робочих документів P802.3ba Task Force:
  - Draft 1.0 — 1 жовтня 2008 р.
  - Draft 1.1 — 9 грудня 2008 р.
  - Draft 1.2 — 10 лютого 2009 р.
  - Draft 2.0 — 12 березня 2009 р.
  - Draft 2.1 — 29 травня 2009 р.
  - Draft 2.2 — 15 серпня 2009 р.
  - Draft 2.3 — 14 жовтня 2009 р.
  - Draft 3.0 — 18 листопада 2009 р.[12]
  - Draft 3.1 — 10 лютого 2010 р.
  - Draft 3.2 — 24 березня 2010 р.
  - Final — 17 червня 2010 р.[11]

## Фізичні стандарти
Далі наведені різні фізичні стандарти та посилання на модулі, що їх реалізують.

### Наявні модулі для стекування
Не анонсовані

### Мідні модулі
Quellan анонсувала тестові плати, але поки що немає серійних модулів.

### Багатомодові модулі
Mellanox and Reflex Photonics анонсувала CFP модулі.

### Одномодові модулі
Finisar, Sumitomo Electric Industries, and OpNext продемонстрували 40 або 100 Gigabit Ethernet модулі у форм-факторі CFP MSA за стандартом ECOC 2009.